# Rob Davis
Robert Berkeley Davis (Carshalton, Surrey; 1 de octubre de 1947) es un guitarrista y compositor británico conocido principalmente por haber sido miembro fundador del exitoso grupo de glam rock británico de los años 1970, Mud.

## Carrera

### Inicios
Davis recibió su primera guitarra a los 11 años y la música se convirtió en una parte fundamental de su vida. En 1962, a la edad de 15 años, formó con Dave Mount una banda llamada The Apaches, con un sonido a The Shadows. Mount y él siguieron trabajando juntos en varias bandas, entre ellas The Barracudas y, en 1964, formaron The Remainder. Se unió a los Mourners, que buscaban un guitarrista principal y, en febrero de 1966, cambiaron su nombre por el de Mud.

### Mud
Davis fue miembro fundador de la exitosa banda de glam rock de finales de los 60 y los 70 Mud. Además de tocar la guitarra solista, escribió varias de las canciones del grupo. Escribió el primer sencillo del grupo, "Flower Power", que se publicó en octubre de 1967, pero no tuvo mucho éxito. Aunque no compuso ninguna de las canciones de los dos primeros álbumes completos de la banda, escribió o coescribió más de 45 canciones para la banda y sus álbumes posteriores. Su primer y mayor éxito como compositor con Mud fue "L'L'Lucy", que alcanzó el número 10 en la UK Singles Chart en septiembre de 1975. Se convirtió en un éxito mayor tanto en Bélgica como en los Países Bajos, donde alcanzó el número 1 durante doce y nueve semanas, respectivamente. Davis escribió las caras B de dos de los mayores éxitos de Mud, "Tiger Feet" y "Dyna-Mite". La banda se disolvió en 1980.

### Otros grupos
Davis trabajó con otros grupos, como The Tremeloes y Darts, pero sus esfuerzos tuvieron poco éxito comercial.

### Composición
Aunque Davis escribió muchas de las canciones de Mud, alcanzó el éxito como compositor tras la disolución de la banda. Tras un encuentro fortuito con Paul Oakenfold, a finales de los ochenta, cambió de género y pasó del rock a escribir letras para clubs y dance. Comenzó a trabajar con Coco Star y escribió "I Need a Miracle", que se publicó en 1996 y cuya versión regrabada, publicada en 1997, alcanzó el puesto 39 en el Reino Unido.
En 2000, logró su mayor éxito comercial como compositor. Toca's Miracle", de Fragma, se convirtió en el primer éxito de Davis y era una mezcla de "I Need a Miracle", de Coco, escrita por Davis, y "Toca Me", instrumental de Fragma. La canción se publicó el 10 de abril y fue aclamada por la crítica, alcanzando el número 1 en el Reino Unido. Ha habido múltiples reediciones que han alcanzado el éxito en las listas. El 14 de agosto Spiller lanzó "Groovejet (If This Ain't Love)", en la que prestó un importante apoyo lírico. La canción alcanzó el número 1 en cinco países, incluidos el Reino Unido, Australia y Nueva Zelanda. Terminó en el n.º 8 de las listas de fin de año de 2000 en el Reino Unido.
En su primera sesión de composición, Davis y Cathy Dennis escribieron "Can't Get You Out of My Head" para Kylie Minogue. Publicada en 2001, fue la primera canción en tener 3.000 reproducciones radiofónicas en una sola semana en el Reino Unido, alcanzó el número 1 en todos los países europeos menos uno y vendió más de cuatro millones de copias. Davis y Dennis recibieron un premio Ivor Novello por componer la canción más interpretada del año. La canción estaba destinada originalmente a Sophie Ellis-Bextor, pero ella la rechazó según Davis, aunque Sophie afirmó más tarde que la propuesta nunca le llegó en primer lugar. Davis no tardó en conocer a Jamie Nelson, director de A&R de Minogue, a quien le gustó y quiso que la grabara. Aunque Minogue no fue la artista originalmente seleccionada, Dennis cree que Minogue era la mejor artista para la canción. Los dos escritores también se unieron para escribir el sencillo de Brooke Hogan, "Everything to Me", en 2004. La canción alcanzó el nº 1 en la lista Billboard de ventas de singles.
En los premios Grammy de 2004, Davis compartió un Grammy con el coproductor Philip Larsen (Manhattan Clique) y la intérprete Minogue, por otro sencillo de Minogue "Come Into My World", en la categoría de Mejor Grabación Dance. La canción alcanzó el n.º 4 en Australia y el n.º 8 en el Reino Unido.
Davis también trabajó con Jan Johnston y juntos escribieron seis canciones, entre ellas "Am I on Pause?". Sus últimos trabajos comerciales incluyen la coescritura para la canción "One Foot Boy" del álbum de Mika, The Boy Who Knew Too Much (2009).

### Apariciones en televisión[25]
En diciembre de 2005, Davis apareció en el programa de Channel 4, Bring Back...The Christmas Number One. En enero de 2008, Davis apareció en el documental de televisión de BBC Four, Pop, What Is It Good For?. En diciembre de 2009, apareció en el programa de Channel 4 The Greatest Songs of the Noughties, en el que aparecía "Can't Get You Out of My Head", clasificada en el número 9 (en un Top 20). En diciembre de 2018, Davis apareció en el especial navideño Pointless Celebrities de la BBC One. En octubre de 2021, contribuyó a la serie de Channel 5 Britain's Biggest 70s Hits apareciendo en el episodio de 1970 junto a Ray Dorset y David Hamilton.